# Tillandsia 'Graffiti'
Tillandsia 'Graffiti' es un  cultivar híbrido del género Tillandsia perteneciente a la familia  Bromeliaceae.
Es un híbrido creado en el año 1980 con las especies Tillandsia latifolia × desconocido.